# Globus cruciger

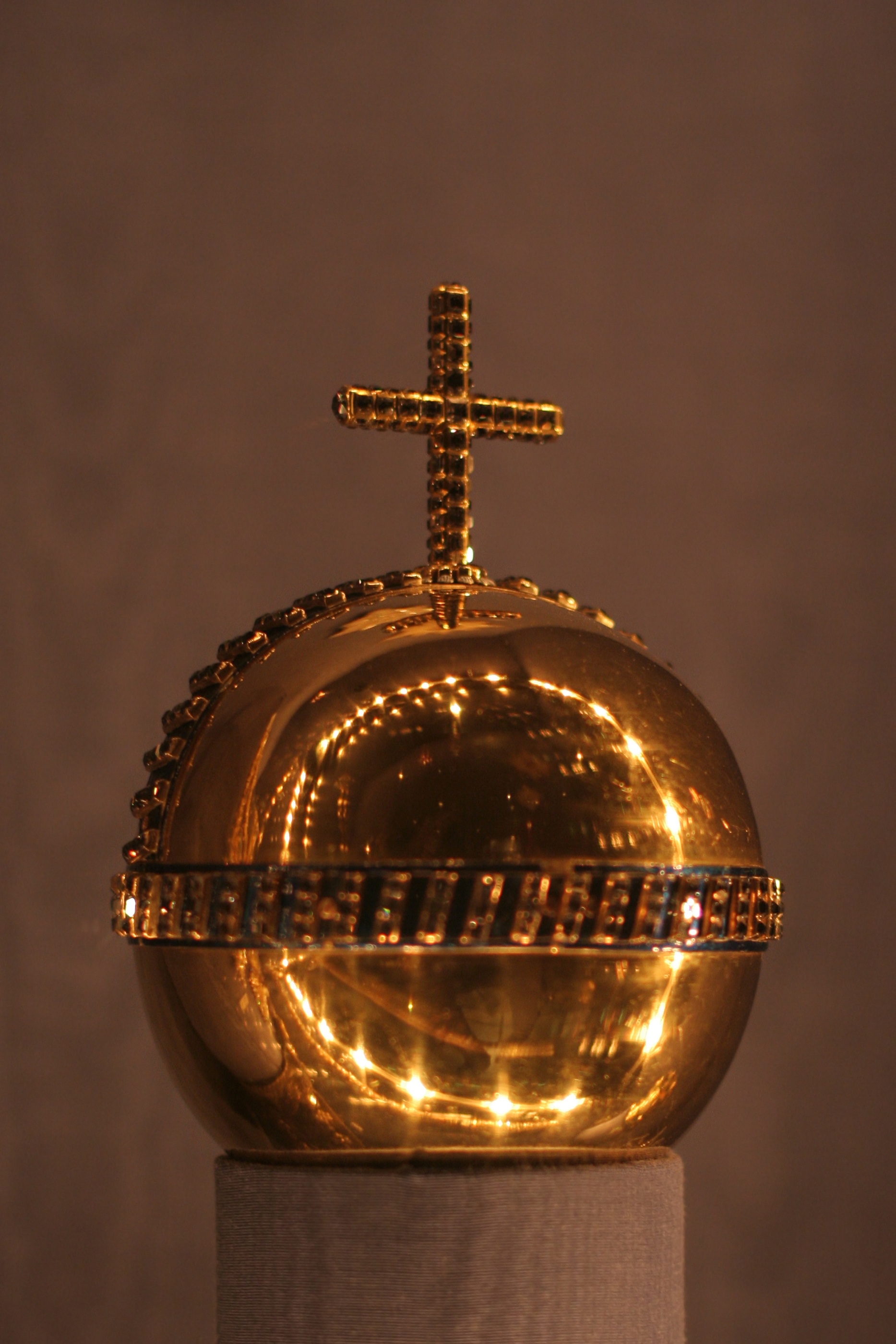
Globus cruciger aparținând însemnelor regale ale coroanei daneze.

Globus cruciger (în română glob crucifer, „glob purtător de cruce”, iar în germană Reichsapfel) este un simbol creștin. Este un glob pe care este așezată o cruce, utilizat ca însemn regal, pentru încoronare, în mai multe monarhii din Europa. Era cazul îndeosebi al Sfântului Imperiu Roman, unde era desemnat ca fiind „glob imperial”. În cursul ceremoniilor de încoronare ale monarhilor britanici, un astfel de glob este folosit și în contemporaneitate. 
Acest simbol creștin de autoritate, care era utilizat în Evul Mediu, se regăsește și în prezent pe unele monede, precum și în iconografie. Simbolizează dominația temporală – și nu numai spirituală – a lui Isus Hristos asupra lumii. În iconografia occidentală, imaginea lui Hristos purtând în mână un glob este cunoscută sub denumirea de Salvator Mundi⁠(en)[traduceți], „Mântuitorul Lumii” / „Salvatorul Lumii”.

## Etimologie
În latină glŏbus: „glob”, „sferă”. Cuvântul latinesc cruciger este compus din substantivul crux, crŭcis: „cruce” și din verbul gĕrō, gĕrĕre, gessī, gestum: „a purta”. Prin urmare, sintagma latină Globus cruciger se poate traduce în română Glob purtător de cruce. 

## Istorie

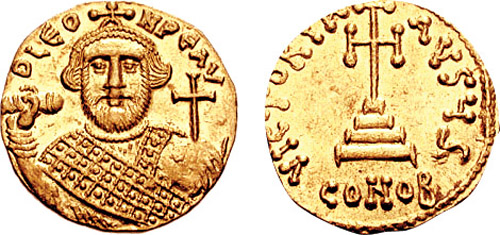
Solidus emis de împăratul Leontinus; avers: D LEO N PE AV, împăratul încoronat, bust din față, poartă loros, ține în mâna stângă un globus cruciger, iar în mâna dreaptă akakia; revers: VICTORIA AVSU, cruce cu trepte; S/CONOB.

Primele „globi” au apărut la începutul secolului al V-lea după Hristos. Primul era fie pe aversul unei monede bătute sub împăratul Arcadius, între 395 și 408, fie, mai probabil, pe fața unei monede emise sub împăratul Teodosiu al II-lea.
Faptul de a ține în mână, ori sub picior, era un simbol clar de putere imperială adresat păgânilor. Romanii erau, de altfel, familiarizați cu această utilizare a globului pentru a reprezenta lumea, universul, și dominația protectoare pe care împăratul era îndrituit să o exercite asupra ei. Găsim, de exemplu, o monedă emisă de Constantin cel Mare, în secolul al IV-lea, în care împăratul ține globul în mână, și chiar în secolul al II-lea d.Hr., o monedă bătută sub domnia lui Hadrian, reprezentându-l pe zeul roman Salus punând piciorul pe un glob.
În timpul expansiunii creștinismului, în secolul al V-lea, globul a primit o cruce, simbolizând dominația lui Dumnezeu asupra lumii întregi.Globul, în mâna împăratului, semnifică și proveniența divină a puterii pe care acesta o exercita. Mai simbolic încă, în iconografia medievală, talia obiectelor reprezenta importanța lor relativă: din acest punct de vedere, crucea este imensă, iar globul cu adevărat mic, totul simbolizând prioritatea lui Dumnezeu asupra problemelor omenești.
Globus cruciger apare pe coroanele regale din Europa, indiferent dacă este vorba de coroane reale sau pur și simplu de coroane heraldice, de exemplu în: Danemarca, Suedia, Belgia, Țările de Jos, Spania, Italia, Portugalia, Ungaria, România, Iugoslavia, Imperiul german ș.a.

## Galerie de imagini

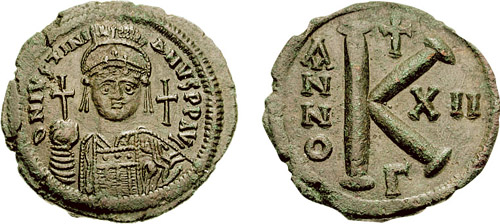
Monedă de bronz (jumătate de follis, 11,19 grame) emisă de Iustinian I, în anul 538, atelierul monetar din Constantinopol; avers: D N IVSTINIANVS P P AVG[7], bustul împăratului, din față, cu platoșă, cu diademă pe cap; în mâna dreaptă, împăratul ține un globus cruciger; în partea stângă a capului este gravată o cruce, de aceleași dimensiuni cu cea aflată pe globus cruciger; revers: în centru: litera K mare, deasupra o cruce; în stânga literei K, vertical: ANNO, în dreapta: XII; dedesubt, litera grecească Γ (gamma).
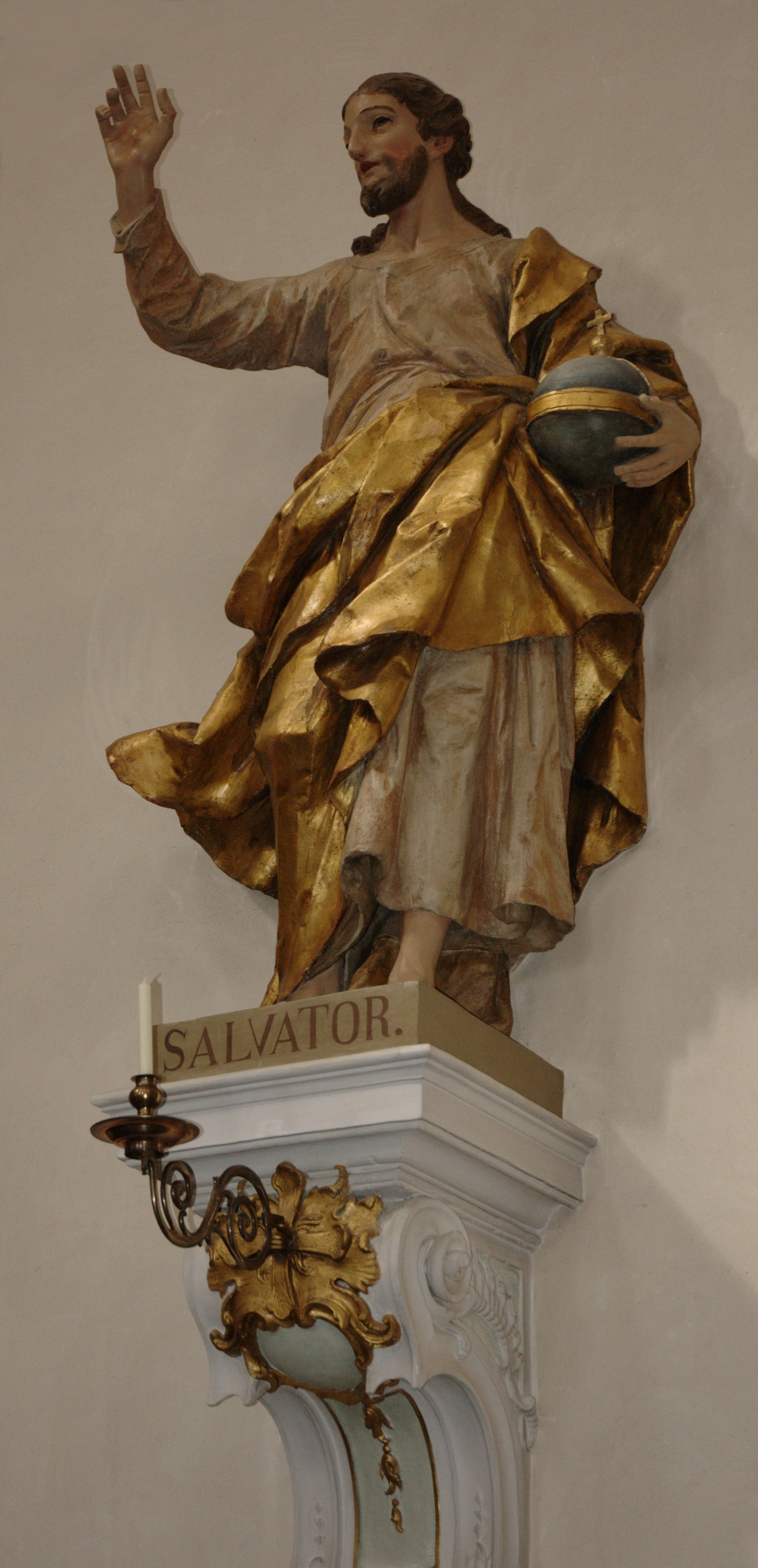
Salvator Mundi[8], în Biserica "Sf. Vit", din Ellwangen (landul german Baden-Württemberg)
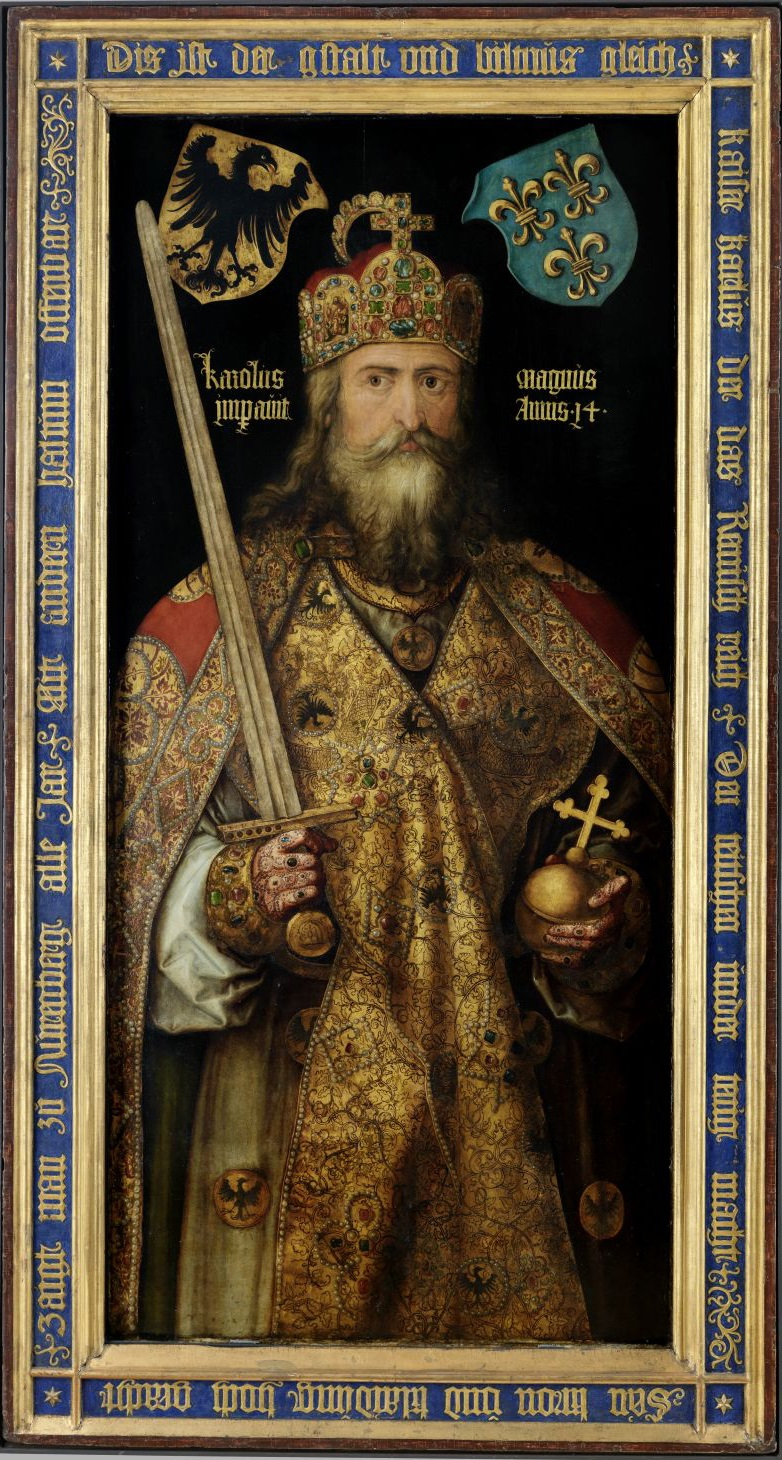
Carol cel Mare, pictură de Albrecht Dürer.
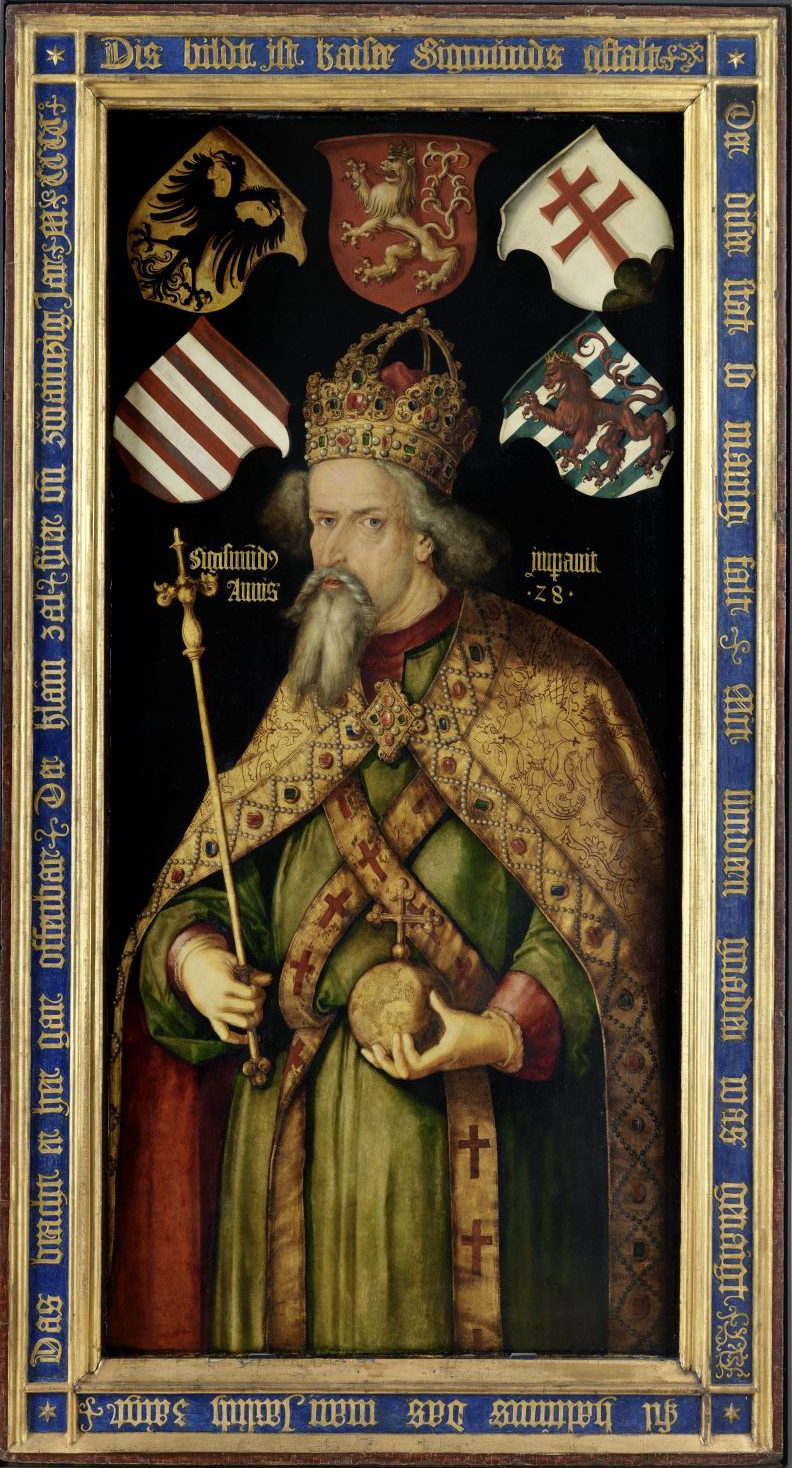
Împăratul romano-german Sigismund, de Albrecht Dürer.
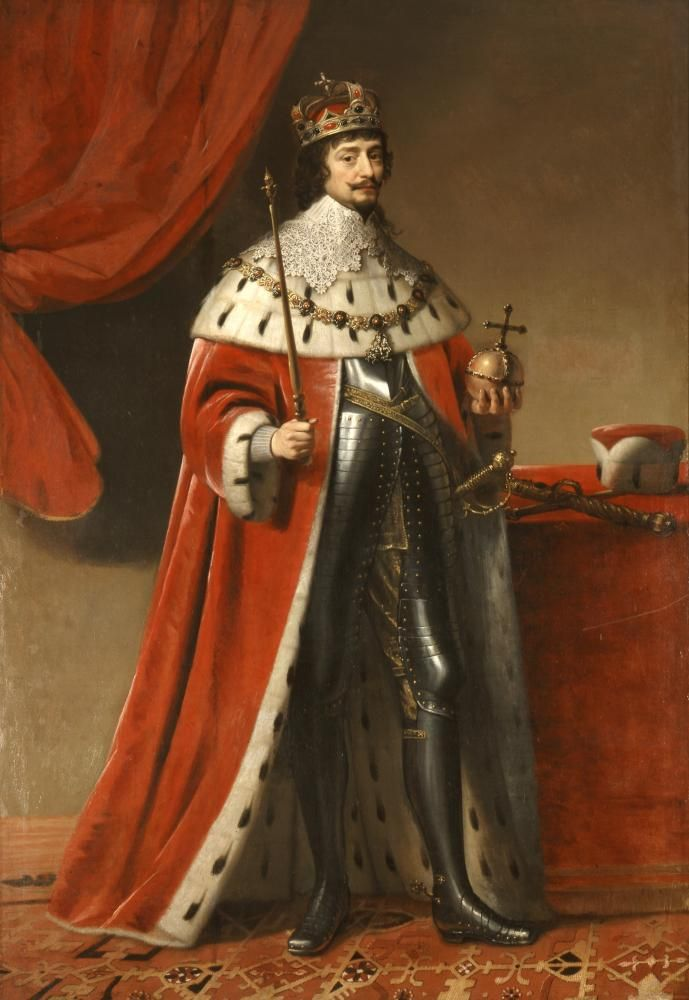
Frederic al V-lea (elector Palatin și rege al Boemiei, 1610-1623), cu un glob cruciger în mâna stângă.
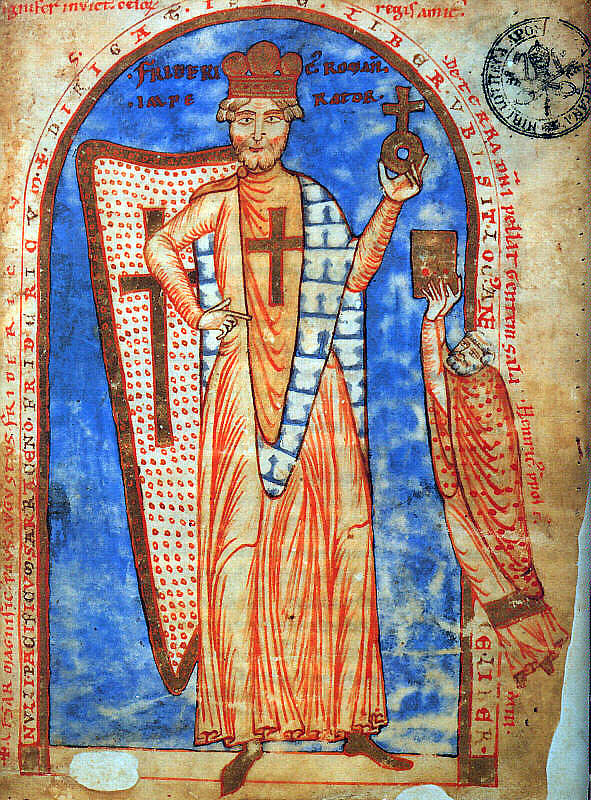
Friedrich I Barbarossa
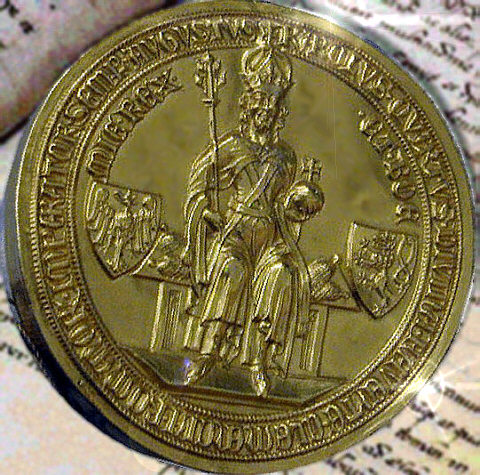
Bulla de Aur, sigiliul lui Carol al IV-lea, împărat romano-german
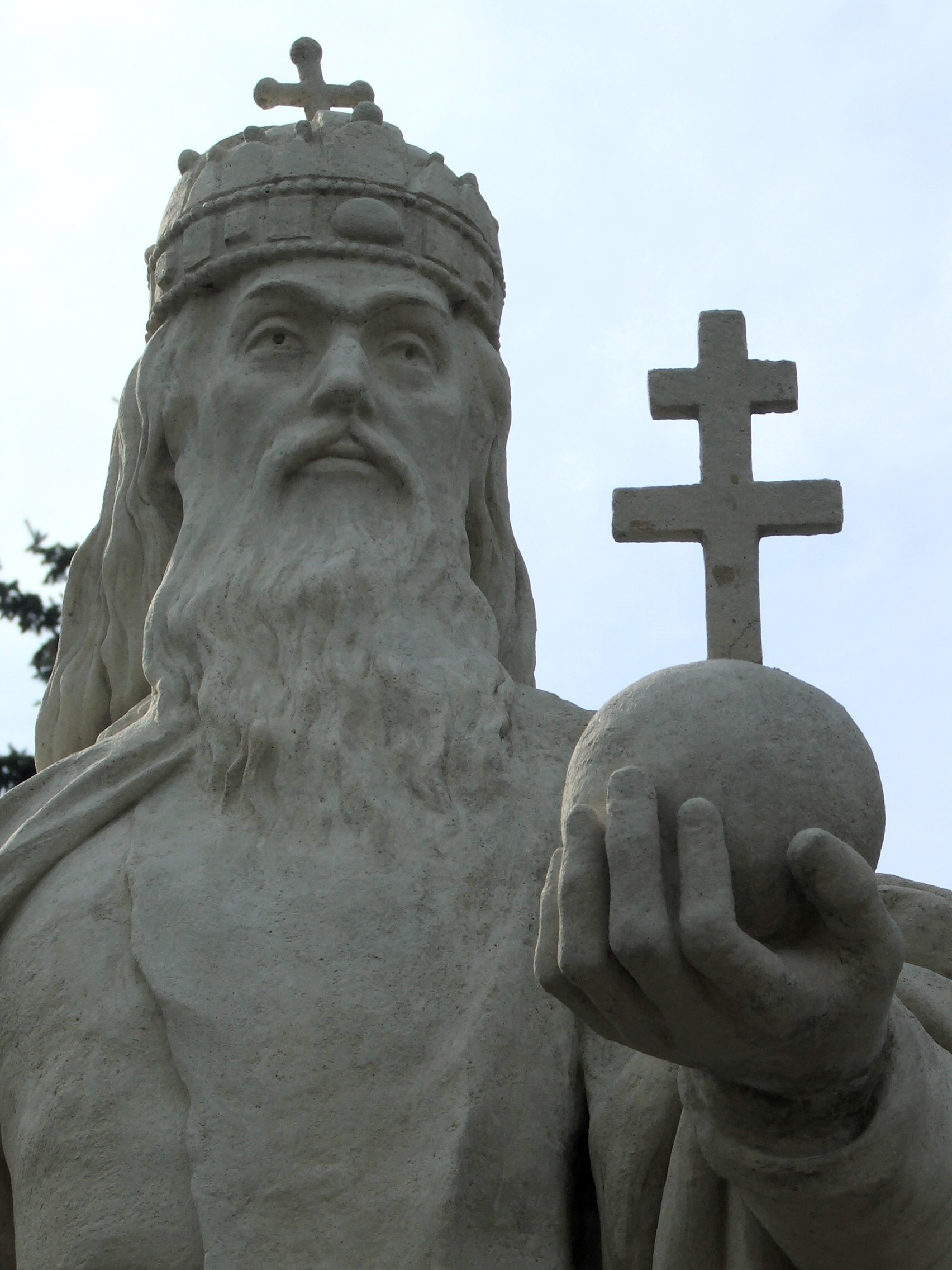
Statuie a lui Ștefan I al Ungariei, ținând un glob cruciger în mâna stângă
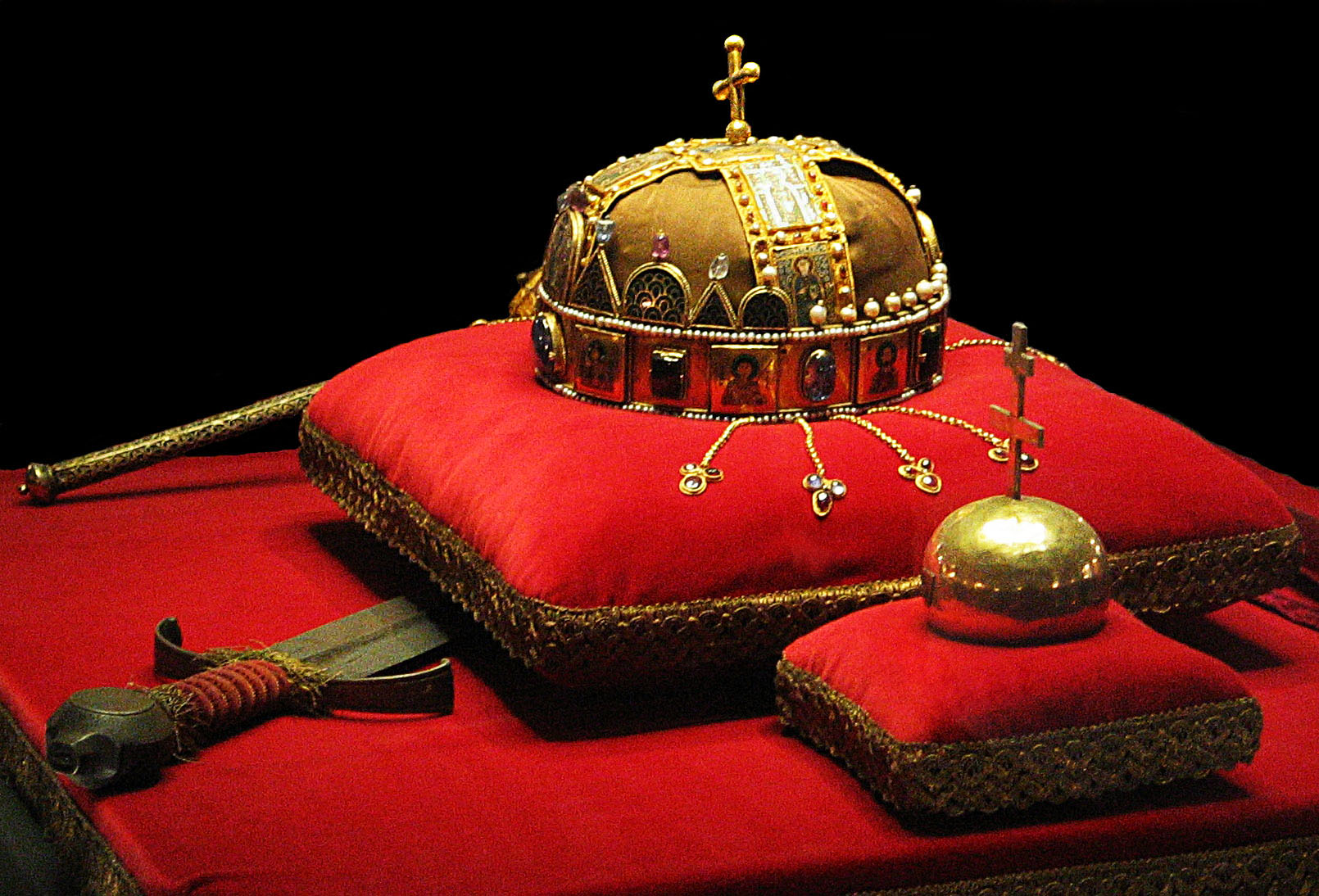
Însemnele puterii regilor Ungariei: Sceptrul, coroana și Globul cruciger, expuse sub cupola Palatului Parlamentului din Budapesta
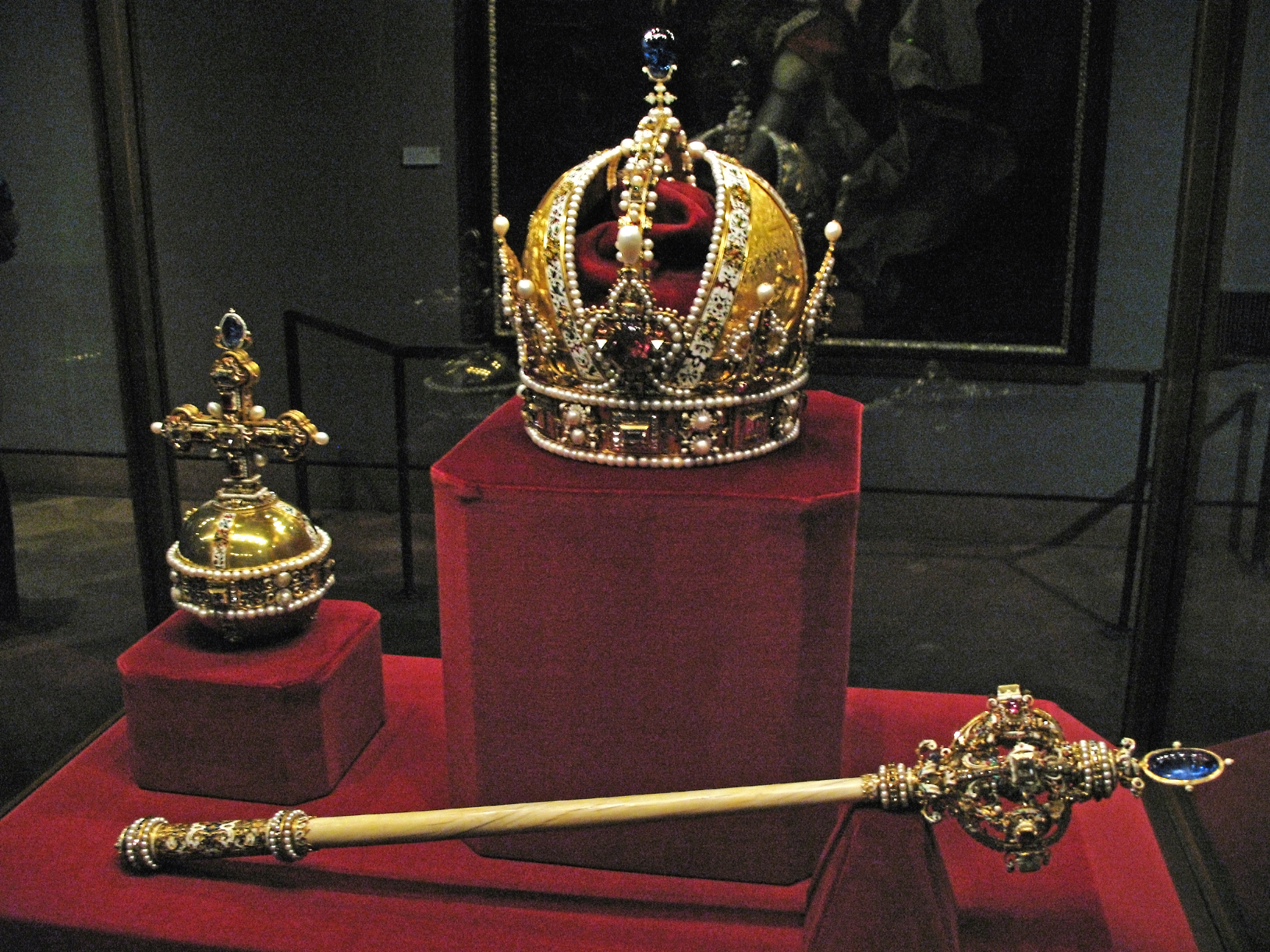
Coroana imperială, sceptrul și Globus cruciger (în Tezaurul Coroanei, Viena, din Austria)
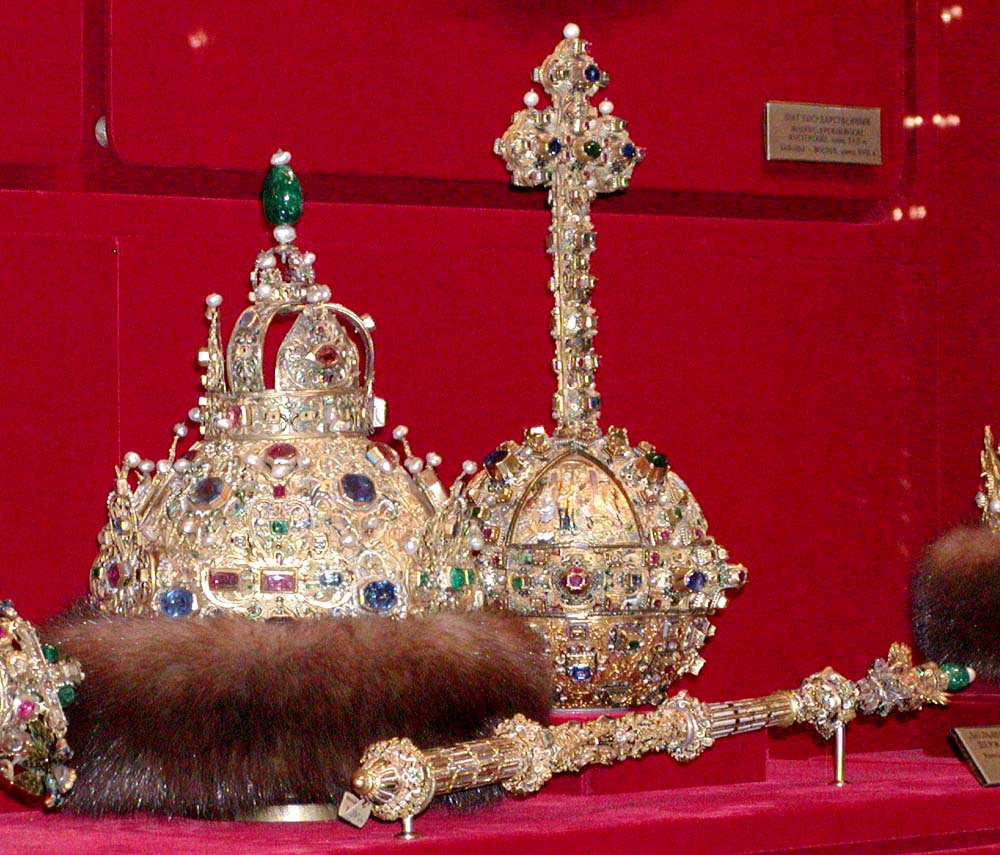
Globus cruciger, sceptrul și coroana țarului Mihail I al Rusiei, la muzeul tezaurului coroanei din Kremlin, Moscova (Federația Rusă)
Stemă a localității Ubstadt, din landul german Baden-Württemberg
Stema mare a României Mari (1921-1947); Globus cruciger apare de trei ori, în grafica acestei steme.
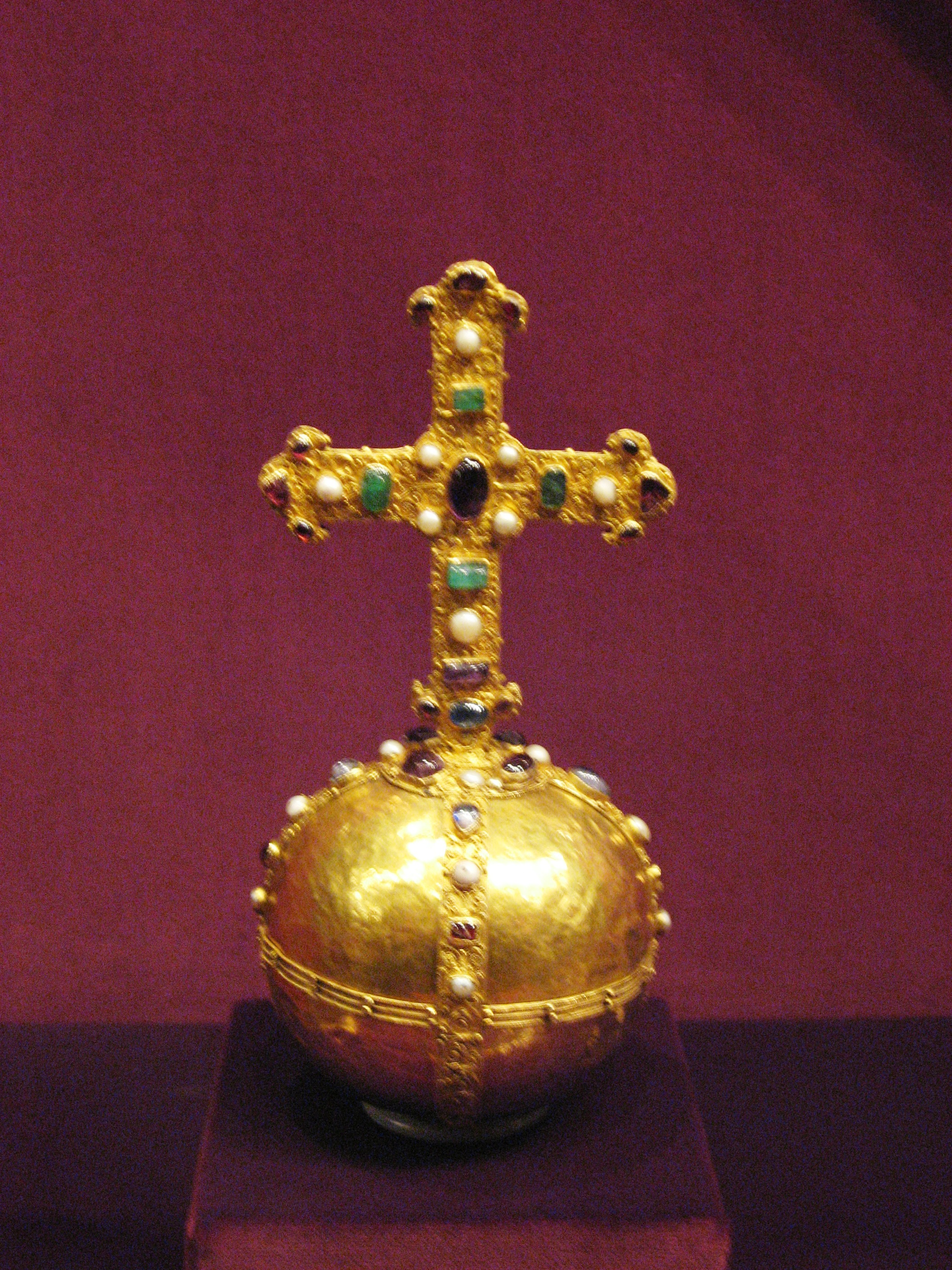
Globus cruciger al Sfântului Imperiu Roman de Națiune Germană